# Voltri
Voltri ist ein Wohnviertel in der äußersten westlichen Peripherie der italienischen Hafenstadt Genua. Die Entfernung zum Stadtzentrum der ligurischen Hauptstadt beträgt circa 17 Kilometer.
Das heutige Stadtbild wird durch überdimensionierte Bauten bestimmt, die in Kontrast zu der traditionellen ligurischen Bauweise (kleine, zweistöckige Wohnhäuser), stehen.
Verwaltungstechnisch gehört Voltri zu dem Municipio VII Ponente und ist seinerseits in die Ortsteile Voltri, Crevari und Vesima beziehungsweise den genuesischen Teilbereich von Acquasanta untergliedert. Zusammengenommen ergibt sich für das Stadtviertel eine Einwohnerzahl von 13.498.

## Verkehr
Voltri wird von der Staatsstraße 1 (Strada Statale), der Via Aurelia, durchquert, von der die Provinzstraße SP456 (Strada Provinciale) über den Turchinopass in Richtung Ovada und Piemont abzweigt. In der Antike hatte in der Region Voltris die Salzstraße Cannellona ihren Ursprung. Sie verband im 13. Jahrhundert Voltri mit Masone und dem Sturatal.
Durch das Territorium Voltris führt die Autobahn A10, mit der Verbindung Genua – Ventimiglia. Auf Höhe des Stadtviertels zweigt die A26 ab, die Ligurien mit der nördlich gelegenen Po-Ebene verbindet. Beide Autobahnen sind über den Zubringer Voltri zu erreichen.
Im Bereich Schienenverkehr ist Voltri an die Bahnstrecke Ventimiglia–Genua angebunden. Daneben verfügt der Ortsteil Acquasanta über einen Bahnhof an der Bahnstrecke Acqui Terme-Ovada-Genua.
Der Hafen von Genua hat auf dem Territorium von Voltri beziehungsweise des Nachbarstadtteils Prà das moderne Containerterminal Voltri Terminal Europa (VTE).

## Persönlichkeiten
- Giovanni Andrea Ansaldo (1584–1638), Maler
- Luigi Maria d’Albertis (1841–1901), Forschungsreisender und Naturforscher
- Davide Baiardo (1888–1977), Schwimmer
- Martino Canessa (* 1938),  ehemaliger Bischof von Tortona